# Defensoria Pública (Osttimor)
Die Defensoria Pública (portugiesisch für „Öffentliche Verteidigung“) ist eine staatliche Behörde in Osttimor, die dem Justizministerium unterstellt ist. Der Hauptsitz befindet sich in der Avenida Bispo Medeiros, in Dilis Stadtteil Balide. Weitere Bezirksämter gibt es in Baucau, Suai und Pante Macassar. Leiter der Behörde (Defensor Público Geral) war von 2009 bis 2018 Sérgio Hornai.

## Aufgaben
Das Amt stellt Bürgern, die sich keinen Anwalt leisten können, uneingeschränkte und kostenlose rechtliche Unterstützung. Der Defensor Pública vertritt die Interessen seines Mandanten vor Gericht, verteidigt ihn auch in Falle einer Anklage. Außerhalb von Gerichtsverfahren vermittelt er Vergleiche zwischen den Parteien in einem Interessenkonflikt.
Absolute Priorität hat für die Behörde der Schutz der Rechte von Frauen, Kindern, älteren Menschen, Menschen mit körperlichen oder geistigen Behinderungen und Gefangenen zu gewährleisten. Um die Wahrnehmung der Rechte und Garantien von Gefangenen und Inhaftierten sicherzustellen, werden von der Behörde Polizei- und Strafvollzugsanstalten registriert. Außerdem informiert die Defensoria Pública die Bevölkerung über ihre Rechte, bietet Rechtsberatung und ermöglicht allen Bürgern den Zugang zu den Gerichten. Sie finanziert Bürgern bei Bedarf Vermittlungs- oder Schiedsverfahren in Osttimor. Die Behörde schützt sie in außergerichtlichen Verfahren, um ihre legitimen Interessen in Rechtsstreitigkeiten zu erreichen und um die Schlichtung zwischen Streitparteien zu fördern.
Zudem vertritt die Defensoria Pública Bürger gegenüber Organen und Diensten, wie zum Beispiel der Polizei, den Strafvollzugs- und Steuerdiensten, der Zollbehörde, der Einwanderungsbehörde, den Sozialversicherungsdiensten, den Registrierungsdiensten, dem Notariatsdienst und den Verbraucherschutzbehörden.
Ihre Funktionen übernimmt die Defensoria Pública unabhängig von den Streitparteien, auch wenn es sich bei einer um den Staat oder eine andere juristische Person des öffentlichen Rechts handelt.

## Hintergrund
Die Behörde wurde mit der UNTAET-Verordnung Nr. 24 vom 5. September 2001 geschaffen. Einen verfassungsmäßigen Status erhielt die Defensoria Pública in der Verfassung Osttimors von 2002 aber nicht, auch wenn die Rolle von Anwälten und Verteidigern in Kapitel III, Abschnitt 135 geregelt ist.
Bis 2005 übernahm die Defensoria Pública die Verteidigerrolle für die von der Serious Crimes Unit (SCU), bei den Special Panels for Serious Crimes (SPSC) angeklagten Personen, denen Verbrechen gegen die Menschlichkeit in Osttimor 1999 (siehe auch: Operation Donner).
Am 29. Oktober 2008 wurde mit dem Gesetzesdekret Nr. 38/2008 der Status der Behörde neu festgelegt.
2013 hatte die Behörde 16 osttimoresische und zur Unterstützung drei ausländische Verteidiger sowie 31 Justizbeamte.